# داریو زاهورا
داریو زاهورا (کرواتی: Dario Zahora؛ زادهٔ ۲۱ مارس ۱۹۸۲) بازیکن فوتبال اهل کرواسی است.
از باشگاه‌هایی که در آن بازی کرده‌است می‌توان به باشگاه فوتبال روزنبورگ، باشگاه فوتبال لوکوموتیو زاگرب، باشگاه فوتبال اوسیک، باشگاه فوتبال کوپر، باشگاه فوتبال دینامو زاگرب، باشگاه فوتبال ایراکلیس ۱۹۰۸، و باشگاه فوتبال بنی سخنین اشاره کرد.
وی همچنین در تیم‌های ملی فوتبال Croatia national under-17 football team, Croatia national under-19 football team، زیر ۲۰ سال کرواسی، و زیر ۲۱ سال کرواسی بازی کرده‌است.